# Grand Prix Formule 1 van België 1961
De Grand Prix Formule 1 van België 1961 werd gehouden op 18 juni op het circuit van Spa-Francorchamps in Stavelot. Het was de derde race van het seizoen.

## Uitslag
| Pos. | Nr. | Coureur                 | Constructeur    | Rondes | Tijd / Oorzaak uitval | Grid | Punten |
| ---- | --- | ----------------------- | --------------- | ------ | --------------------- | ---- | ------ |
| 1    | 4   | Phil Hill               | Ferrari         | 30     | 2:03:03.8             | 1    | 9      |
| 2    | 2   | Wolfgang von Trips      | Ferrari         | 30     | +0,7 s                | 2    | 6      |
| 3    | 6   | Richie Ginther          | Ferrari         | 30     | +19,5 s               | 5    | 4      |
| 4    | 8   | Olivier Gendebien       | Ferrari         | 30     | +45,6 s               | 3    | 3      |
| 5    | 24  | John Surtees            | Cooper-Climax   | 30     | +1:26.8               | 4    | 2      |
| 6    | 20  | Dan Gurney              | Porsche         | 30     | +1:31.0               | 10   | 1      |
| 7    | 18  | Jo Bonnier              | Porsche         | 30     | +2:47.1               | 9    |        |
| 8    | 14  | Stirling Moss           | Lotus-Climax    | 30     | +3:55.6               | 8    |        |
| 9    | 40  | Jackie Lewis            | Cooper-Climax   | 29     | +1 Ronde              | 13   |        |
| 10   | 44  | Masten Gregory          | Cooper-Climax   | 29     | +1 Ronde              | 12   |        |
| 11   | 22  | Carel Godin de Beaufort | Porsche         | 28     | +2 Rondes             | 14   |        |
| 12   | 34  | Jim Clark               | Lotus-Climax    | 24     | +6 Rondes             | 16   |        |
| 13   | 38  | Tony Brooks             | BRM-Climax      | 24     | +6 Rondes             | 7    |        |
| DNF  | 36  | Graham Hill             | BRM-Climax      | 24     | Ontsteking            | 6    |        |
| DNF  | 26  | Maurice Trintignant     | Cooper-Maserati | 23     | Versnellingsbak       | 20   |        |
| DNF  | 46  | Lorenzo Bandini         | Cooper-Maserati | 20     | Wiellager             | 17   |        |
| DNF  | 28  | Jack Brabham            | Cooper-Climax   | 12     | Motor                 | 11   |        |
| DNF  | 30  | Bruce McLaren           | Cooper-Climax   | 9      | Ontsteking            | 15   |        |
| DNF  | 32  | Innes Ireland           | Lotus-Climax    | 9      | Motor                 | 18   |        |
| DNF  | 12  | Lucien Bianchi          | Lotus-Climax    | 9      | Olielek               | 23   |        |
| DNF  | 10  | Willy Mairesse          | Lotus-Climax    | 7      | Ontsteking            | 19   |        |
| DNS  | 42  | Tony Marsh              | Lotus-Climax    |        |                       |      |        |
| DNS  | 48  | Wolfgang Seidel         | Lotus-Climax    |        |                       |      |        |
| DNS  | 50  | Ian Burgess             | Lotus-Climax    |        |                       |      |        |
| DNS  | 16  | Cliff Allison           | Lotus-Climax    |        |                       |      |        |
| DNS  | 16  | Henry Taylor            | Lotus-Climax    |        |                       |      |        |

## Statistieken
| Pole-position | Phil Hill      | Ferrari | 3:59.3 |
| Snelste ronde | Richie Ginther | Ferrari | 3:59.3 |

## Noot
- Dit was het debuut voor de Italiaanse coureur (en toekomstig Grand Prix-winnaar) Lorenzo Bandini en de Britse coureur Jackie Lewis.
- Eerste rondes als raceleider voor Olivier Gendebien en voor een Belgische coureur.
- Tiende podiumplaats voor Phil Hill.

1925 · 1930 · 1931 · 1933 · 1934 · 1935 · 1937 · 1939 · 1947 · 1949 · 1950 · 1951 · 1952 · 1953 · 1954 · 1955 · 1956 · 1958 · 1960 · 1961 · 1962 · 1963 · 1964 · 1965 · 1966 · 1967 · 1968 · 1970 · 1972 · 1973 · 1974 · 1975 · 1976 · 1977 · 1978 · 1979 · 1980 · 1981 · 1982 · 1983 · 1984 · 1985 · 1986 · 1987 · 1988 · 1989 · 1990 · 1991 · 1992 · 1993 · 1994 · 1995 · 1996 · 1997 · 1998 · 1999 · 2000 · 2001 · 2002 · 2004 · 2005 · 2007 · 2008 · 2009 · 2010 · 2011 · 2012 · 2013 · 2014 · 2015 · 2016 · 2017 · 2018 · 2019 · 2020 · 2021 · 2022 · 2023 · 2024 · 2025 · 2026 · 2027 · 2029 · 2031